# Peter Salskov
Peter Salskov (7. juni 1948 – 31. august 2006 i København) var en dansk journalist, forfatter og chefredaktør.
Salskov var bl.a. ansat ved Billed-Bladet, men det var i 1998, at offentligheden for alvor stiftede bekendtskab med Salskov, da han overtog jobbet som chefredaktør for SE og HØR og fortsatte bladets aggressive redaktionelle linje, herunder brugen af paparazzi-fotos, selv om de i samtiden var stærkt omdiskuterede.
Linjen blev også hans endeligt, da Aller Press' ledelse i 2002 som følge af en kontroversiel historie om fodboldspilleren Stig Tøftings privatliv valgte at afskedige Salskov.  Efterfølgende erkendte Salskov, at historien, der fik flere kiosker til at boykotte bladet i den pågældende uge, ikke burde have været bragt.
Efter sin journalistiske karriere drev han værtshuset Alléenberg på Frederiksberg. I 2006 udgav han en bog sammen med sin ekskone Søsser Krag.
Peter Salskov døde af kræft i bugspytkirtlen og er begravet på Frederiksberg Ældre Kirkegård.